# Curnier
 Curnier  es una población y comuna francesa, en la región de Ródano-Alpes, departamento de Drôme, en el distrito de Nyons y cantón de Nyons.

## Demografía
| 277 | 260 | 264 | 271 | 227 | 256 | 227 | 265 | 271 | 267 | 280 | 274 | 244 | 236 | 252 | 232 | 239 | 223 | 202 | 203 | 168 | 163 | 140 | 140 | 100 | 85 | 108 | 133 | 145 | 132 | 179 | 186 |
| Para los censos de 1962 a 1999 la población legal corresponde a la población sin duplicidades (Fuente: INSEE [Consultar]) |     |     |     |     |     |     |     |     |     |     |     |     |     |     |     |     |     |     |     |     |     |     |     |     |    |     |     |     |     |     |     |